# Beemster
Beemster é um município dos Países Baixos, na província da Holanda Setentrional. Lá encontra-se o primeiro pólder dos Países Baixos, que foi construído próximo a um lago, que teve a água extraída por meio de moinhos de vento. O pólder de Beemster conserva-se intacto em uma paisagem campestre, mas também com estradas, canais, diques e cidades, estabelecidos de acordo com os princípios de planejamento clássico e renascentista.

## Centros de população
O município de Beemster é formado pelas seguintes cidades, povoados ou distritos: Middenbeemster, Noordbeemster, Westbeemster e Zuidoostbeemster.

## Patrimônio da Humanidade
Devido a sua relevância histórica e graças a estrutura original da zona ainda intacta, o Beemster foi inscrito como Patrimônio Mundial da UNESCO em 1999, com as seguintes justificativas:
- i: O pólder de Beemster é uma obra-prima de planejamento criativo, onde os ideais de antiguidade e do Renascimento aplicaram-se ao desenho de uma paisagem.
- ii:  A paisagem inovadora e imaginativa intelectualmente do pólder de Beemster teve um profundo e duradouro impacto sobre os projetos de conquistar terras na Europa e além.
- iv: A criação do pólder de Beemster marca um grande passo na inter-relação entre a humanidade e a água em um período crucial de expansão social e econômica.

## Governo local
O conselho municipal de Beemster é formado por 13 membros, divididos da seguinte maneira:
- Beemster Polder Partij - 5 membros
- PvdA (Partido dos Trabalhadores)- 3 membros
- VVD (Partido Popular pela Liberdade e Democracia) - 3 membros
- CDA (Chamada Democrática Cristã) - 2 membros